# Верхнее Венозеро
Верхнее Венозеро — озеро на территории Сосновецкого сельского поселения Беломорского района Республики Карелии.

## Общие сведения
Площадь озера — 1,5 км². Располагается на высоте 122,3 метров над уровнем моря.
Форма озера продолговатая: оно вытянуто с северо-запада на юго-восток. Берега каменисто-песчаные, местами заболоченные.
Озеро входит в цепочку озёр «Верхнее Венозеро → Венъярви → Вирнаволокское (с притоком из озера Кулаковского) → Серноярви», через которые протекает водоток, впадающий в озеро Берёзовое. Последнее соединяется короткой протокой с озером Тунгудским, через которое протекает река Тунгуда, впадающая в реку Нижний Выг.
У юго-восточной оконечности озера проходит лесная дорога.
Код объекта в государственном водном реестре — 02020001311102000008579.

## Дополнительные ссылки
- Veröffentlichungen der Abteilung für Slavische Sprachen und Literaturen des Osteuropa-Instituts(Slavisches Seminar) an der Freien Universität Berlin (нем.). — O. Harrassowitz, 1973. — S. 90, 91.